# Lavau (Aube)
Lavau ist eine französische Gemeinde mit 971 Einwohnern (Stand: 1. Januar 2022) im Département Aube in der Region Grand Est. Der Ort gehört zum Arrondissement Troyes und zum Kanton Creney-près-Troyes. Zudem ist die Gemeinde Teil des 2007 gegründeten Gemeindeverbands Seine Melda Coteaux. Die Einwohner werden Lavautins/Lavautines  genannt.

## Geographie
Lavau liegt am Fluss Melda nur rund 4 Kilometer ostnordöstlich von Troyes im Zentrum des Départements Aube. Die Gemeinde besteht aus dem Dorf Lavau und den Siedlungen La Vallotte, Le Terrier und Les Terres Roses. Hinzu kommt noch eine weitflächige Industriezone bei Les Corvées. Die Seine bildet einen Teil der westlichen Gemeindegrenze.
Nachbargemeinden sind Vailly im Nordosten, Creney-près-Troyes im Nordosten und Osten, Pont-Sainte-Marie im Süden, Troyes im Südwesten, La Chapelle-Saint-Luc im Westen sowie Sainte-Maure im Nordwesten.

## Geschichte
Der Ort ist bereits seit der Jungsteinzeit besiedelt. Dies belegen Funde von drei verschiedenen Grabungen zwischen 1992 und 2015. Bis zur Französischen Revolution lag Lavau innerhalb der Provinz Champagne. Die Gemeinde gehörte von 1793 bis 1801 zum Distrikt Troyes. Seit 1801 ist sie Teil des Arrondissements Troyes. Von 1793 bis 1801 war der Ort dem Kanton Creney und von 1801 bis 1973 dem Kanton Troyes-1 zugeteilt. Von 1973 bis 2015 lag die Gemeinde innerhalb des Kantons Troyes-2.

### Archäologie

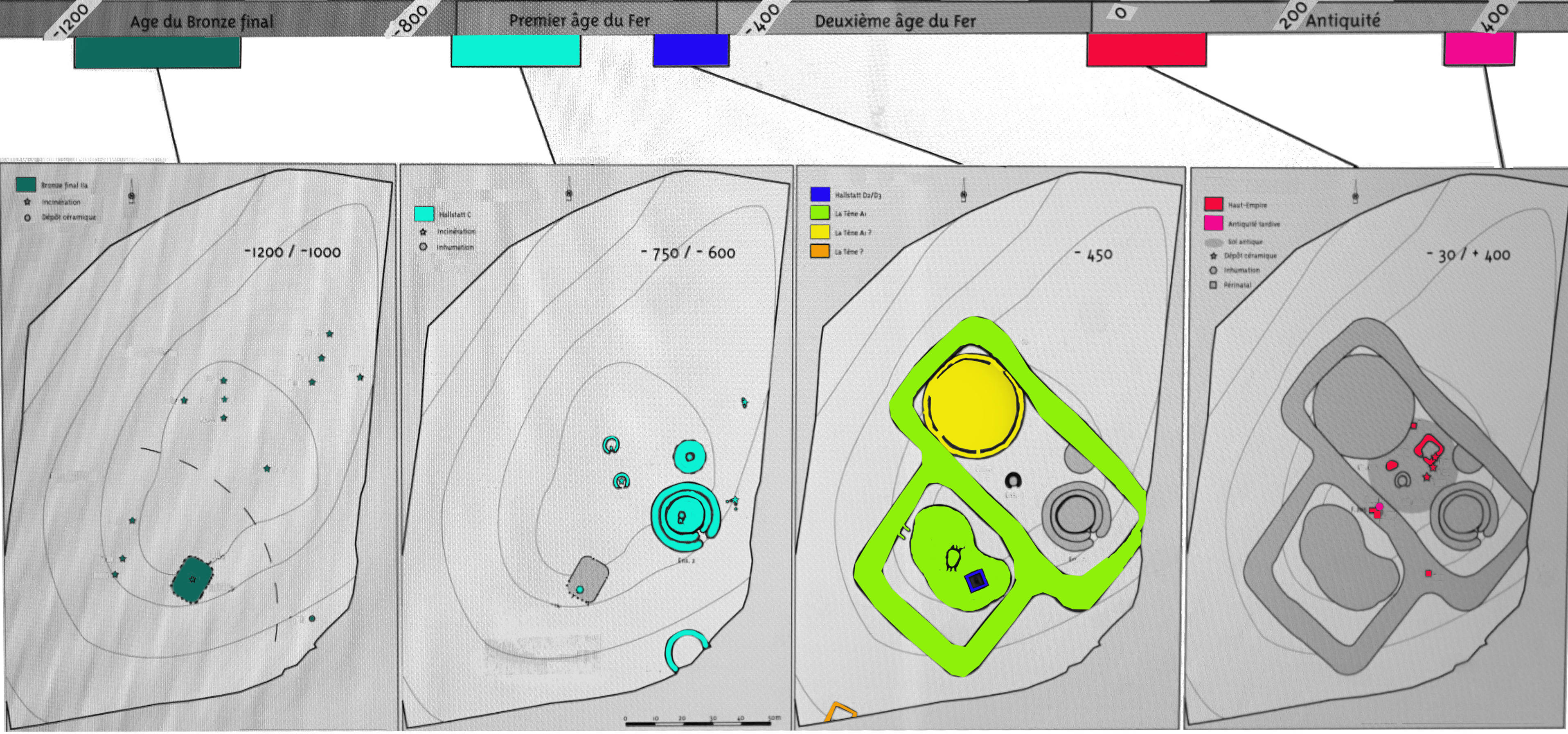
Grabkomplex von Moutot im Laufe der Jahrhunderte

Bei Ausgrabungen in einem Gräberfeld wurde 2014 ein keltisches Fürstengrab aus der späten Hallstattzeit entdeckt. Das männliche Skelett war mit goldenem Torques und Armreifen versehen. Zur Ausstattung des Wagengrabes gehörte – wie bei der Dame von Vix und dem Keltenfürsten von Hochdorf – ein großer Bronzekessel mit Verzierungen griechischer Machart. Im Kessel befand sich eine attische Oinochoe mit Gold-Verzierungen am Fuß und am oberen Rand.

## Bevölkerungsentwicklung
| Jahr                       | 1793 | 1921 | 1962 | 1968 | 1975 | 1982 | 1990 | 1999 | 2006 | 2012 |
| Einwohner                  | 264  | 150  | 248  | 313  | 445  | 574  | 485  | 472  | 734  | 945  |
| Quellen: Cassini und INSEE |      |      |      |      |      |      |      |      |      |      |

## Sehenswürdigkeiten

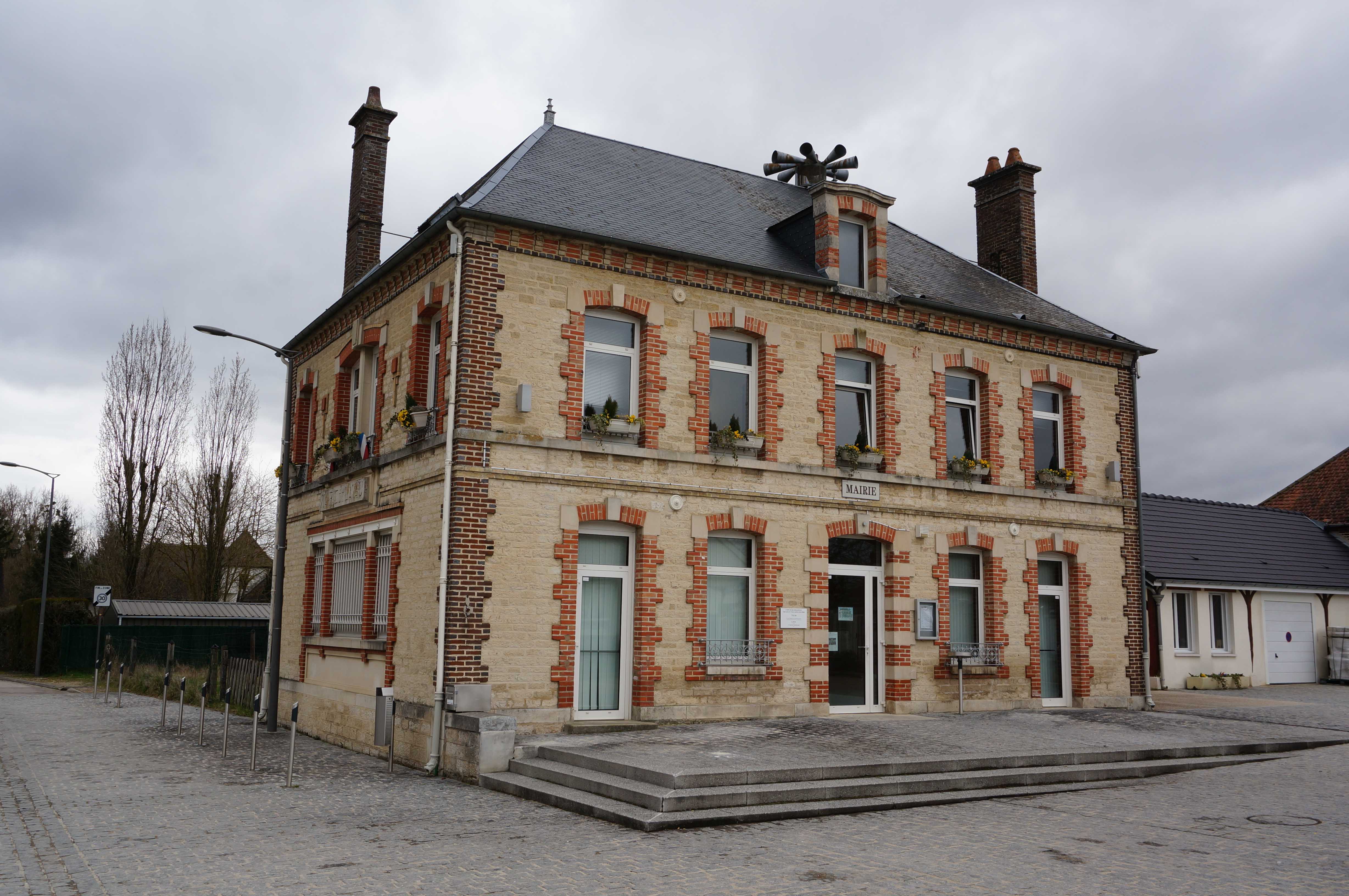
Rathaus (Mairie) von Lavau
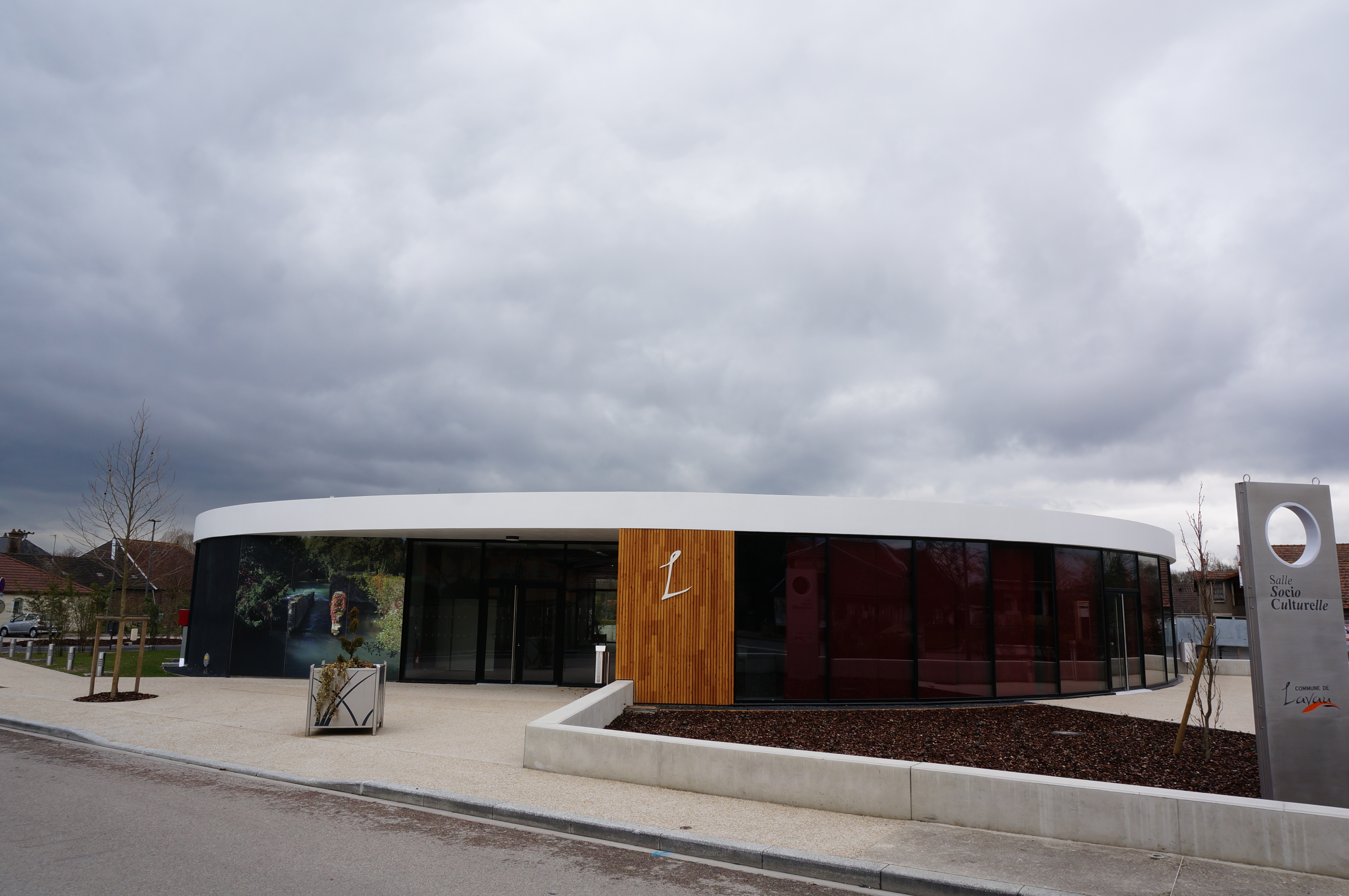
Gemeindesaal von Lavau
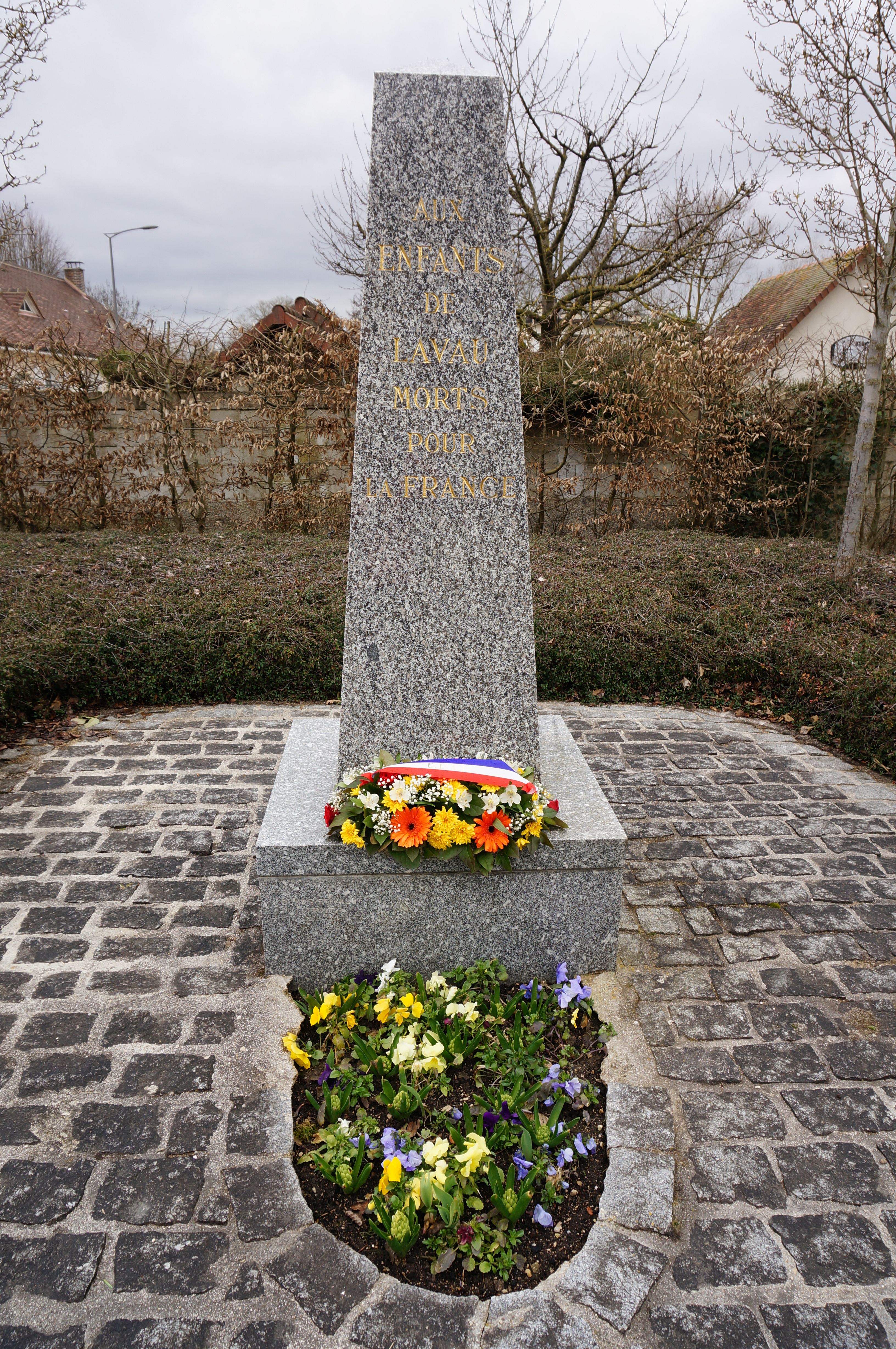
Denkmal für die Gefallenen
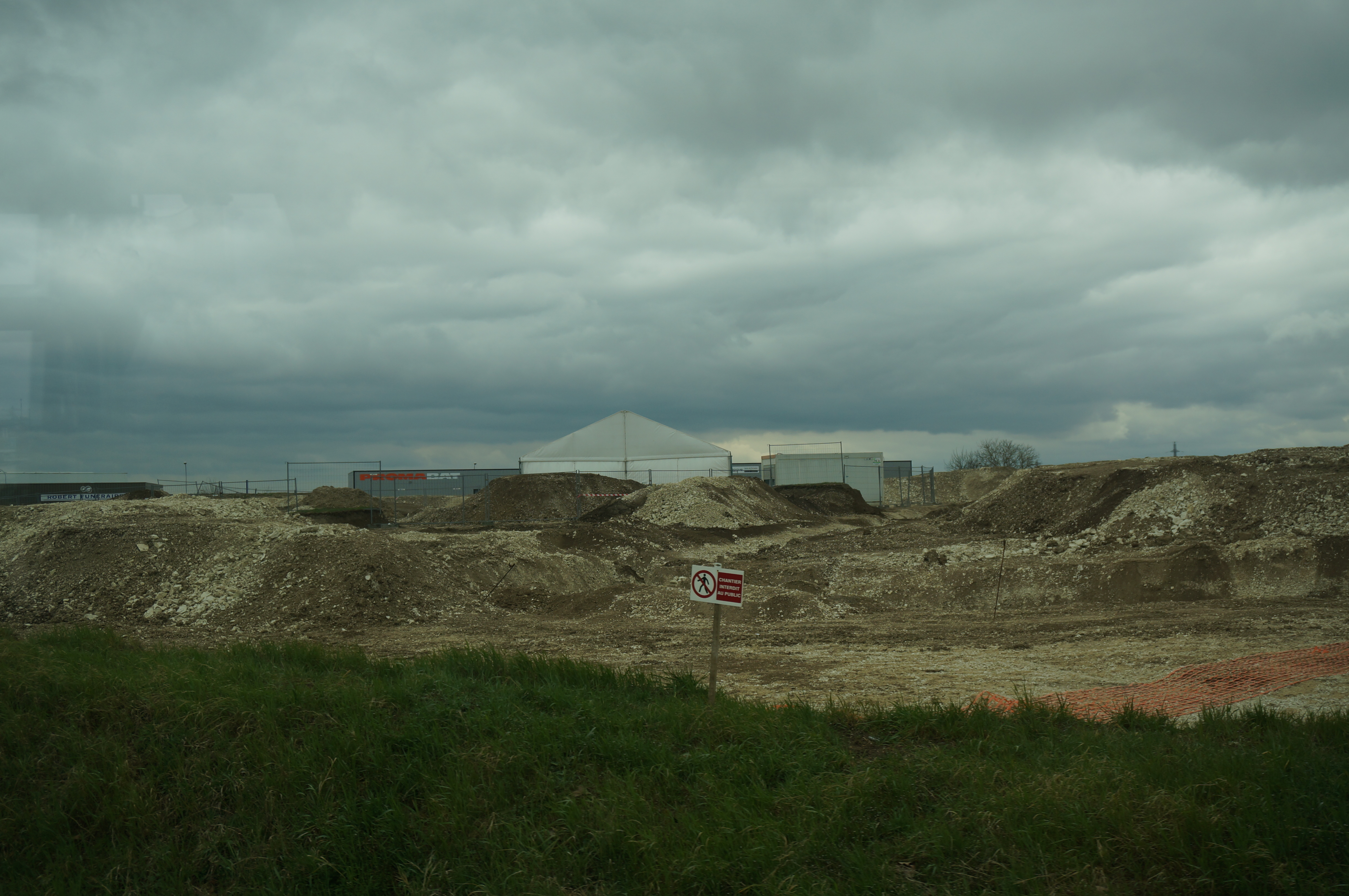
Elitegrab Mautot aus der Hallstattzeit
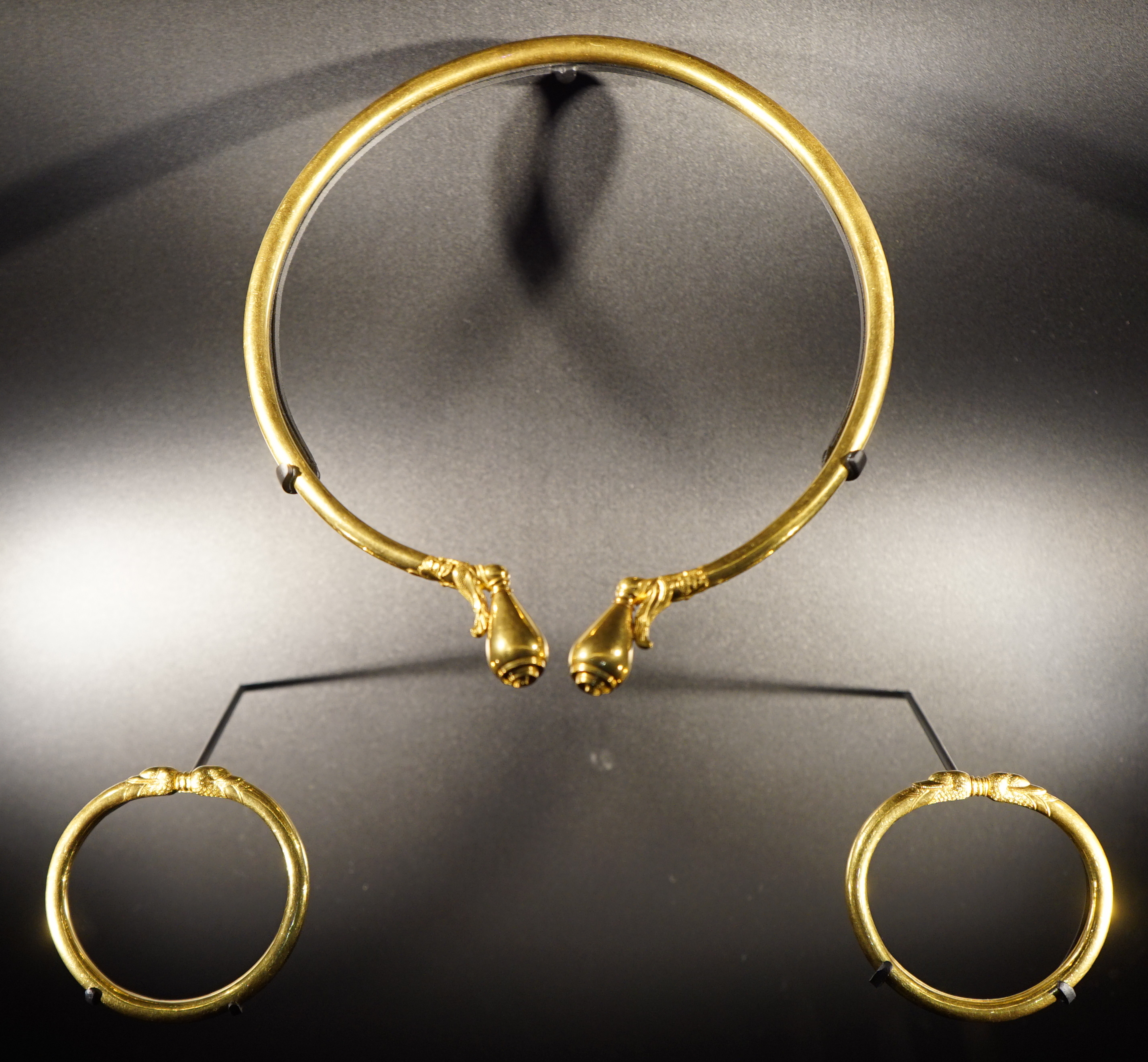
Hals- und Armreifen aus dem Prunkgrab